# استانکو پوکله‌پوویچ
استانکو پوکله‌پوویچ (به کروات: Stanko Poklepović) (زاده ۱۹ آوریل ۱۹۳۸ در اسپلیت، پادشاهی یوگسلاوی – درگذشته ۲۴ دسامبر ۲۰۱۸) مربی فوتبال کروات بود. او در فوتبال ایران مربیگری تیم ملی فوتبال ایران و دو باشگاه مطرح پرسپولیس و سپاهان را برعهده داشته است.
او دو بار به همراه باشگاه فوتبال پرسپولیس قهرمان لیگ ایران شد. استانکو پوکله‌پوویچ مدت‌ها بیمار بود و چند سال قبل از مرگش یکی از پاهای او به دلیل بیماری قطع شد.

## زندگی شخصی
او با کیتا پوکله‌پوویچ ازدواج کرد و صاحب ۲ فرزند شدند.

### مرگ
او در ۲۴ دسامبر ۲۰۱۸ در سن ۸۰ سالگی در اسپلیت درگذشت. و در ۲۸ دسامبر ۲۰۱۸ در شهر زادگاهش میلنا به خاک سپرده شد. 

## آمار سرمربیگری
تا تاریخ ۴ نوامبر 2017
| تیم                | از    | تا    | Record | Record | Record | Record | Record |
| تیم                | از    | تا    | P      | W      | D      | L      | Win %  |
| ------------------ | ----- | ----- | ------ | ------ | ------ | ------ | ------ |
| هایدوک اسپلیت      | 1984  | 1986  | ۶۸     | ۳۳     | ۱۹     | ۱۶     | ۰۴۹    |
| Budućnost Titograd | 1987  | 1989  | ۵۷     | ۲۴     | ۱۷     | ۱۶     | ۰۴۲    |
| بوراتس بانیا لوکا  | 1989  | 1990  | ۱۹     | ۱۲     | ۳      | ۴      | ۰۶۳    |
| آپوئل              | 1990  | 1991  | ۳۴     | ۱۵     | ۱۰     | ۹      | ۰۴۴    |
| هایدوک اسپلیت      | 1991  | 1993  | ۶۹     | ۴۲     | ۱۸     | ۹      | ۰۶۱    |
| کرواسی             | 1992  | 1993  | ۴      | ۱      | ۱      | ۲      | ۰۲۵    |
| Dubrovnik          | 1994  | 1994  | ۱۳     | ۳      | ۳      | ۷      | ۰۲۳    |
| ایران              | 1994  | 1996  | ۴      | ۱      | ۲      | ۱      | ۰۲۵    |
| Istra              | 1995  | 1995  | ۷      | ۱      | ۰      | ۶      | ۰۱۴    |
| پرسپولیس           | 1995  | 1997  | ۵۴     | ۳۱     | ۸      | ۱۵     | ۰۵۷    |
| Poblikum Celjea    | 1997  | 1998  | ۳۹     | ۱۶     | ۷      | ۱۶     | ۰۴۱    |
| Mladost 127        | 1998  | 1999  | ۱۱     | ۴      | ۱      | ۶      | ۰۳۶    |
| اوسیک              | 1998  | 1999  | ۱۲     | ۶      | ۴      | ۲      | ۰۵۰    |
| اوسیک              | 1999  | 2000  | ۳۳     | ۱۴     | ۸      | ۱۱     | ۰۴۲    |
| فرنس‌واروش          | 2002  | 2003  | ۱۷     | ۵      | ۶      | ۶      | ۰۲۹    |
| هایدوک اسپلیت      | 2010  | 2010  | ۳۹     | ۲۳     | ۱۰     | ۶      | ۰۵۹    |
| هایدوک اسپلیت      | 2015  | 2015  | ۹      | ۲      | ۳      | ۴      | ۰۲۲    |
| مجموع              | مجموع | مجموع | ۴۸۹    | ۲۳۳    | ۱۲۰    | ۱۳۶    | ۰۴۸    |

## افتخارات

### باشگاه
اشپلیت
- Yugoslav Second League: 1956–57 (Zone I), 1959–60 (West)

### سرمربی
هایدوک اسپلیت
- لیگ فوتبال کرواسی: ۱۹۹۲
- جام کرواسی: ۲۰۰۹–۱۰
- سوپر جام فوتبال کرواسی: ۱۹۹۲

پرسپولیس
- جام آزادگان: ۱۹۹۵–۹۶, ۱۹۹۶–۹۷

اوسیک
- جام کرواسی: ۱۹۹۸–۹۹